# Rezoluce Rady bezpečnosti OSN č. 497
Rezoluce Rady bezpečnosti OSN č. 497 (S/RES/497), kterou Rada bezpečnosti OSN jednomyslně schválila 17. prosince 1981, vyzvala Izrael, aby zrušil svůj zákon o Golanských výšinách, schválený o tři dny dříve, kterým toto syrské území obsazené v šestidenní válce de facto anektoval. Zároveň zákon označila za neplatný a postrádající mezinárodní právní účinek.